# Ficoroniska cistan

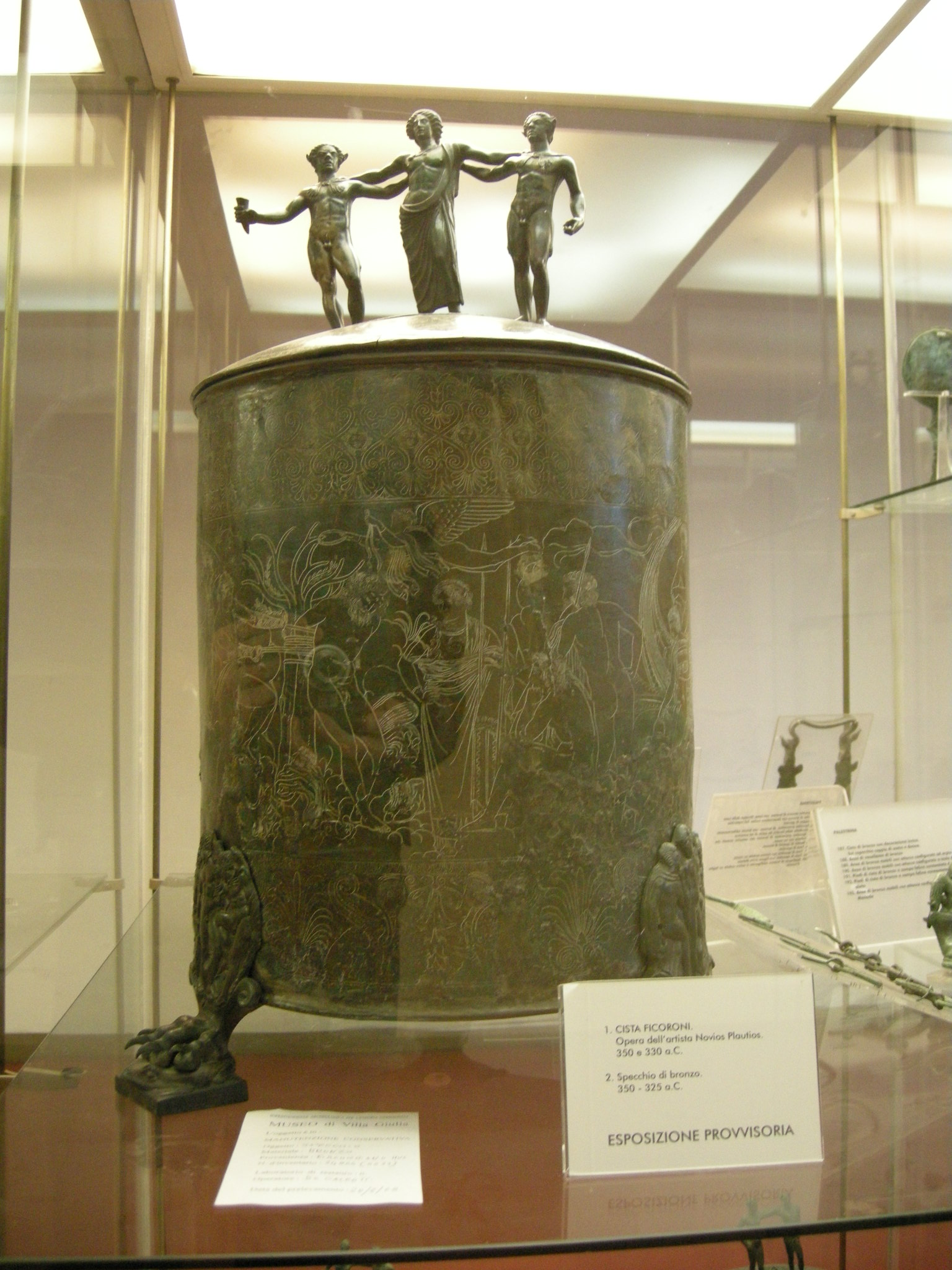
Cista Ficoroni

Ficoroniska cistan, Cista Ficoroni, kallas ett utsökt bearbetat etruskiskt bronskärl från 200-talet f.Kr., bevarat i Museo Nazionale Etrusco di Villa Giulia i Villa Giulia och uppkallat efter Francesco de Ficoroni, som 1745 beskrev den några år förut funna cistan.
Cistan är 50 centimeter hög med en diameter av 42 centimeter. På fötter, bestående av lejontassar, vilande på grodor, reser sig det runda kärlet, vars lock pryds av tre små figurer, sannolikt föreställande Dionysos och två satyrer. Ficoroniska cistan egentliga konstvärde består i de runt omkring ingraverade scenerna, som koncentrerar sig kring en episod i Argonautsagan. Denna grafiska framställning är tydligt influerad av grekiskt måleri. Gentemot den grekiska konsten märker man dock tydligt de komiska dragen i framställningen.